# Куншан
Куншан (на китайски: 昆山, на пинин: Kūnshān) е град в източен Китай, част от префектура Суджоу на провинция Дзянсу. Населението му е около 1 650 000 души (2015).
Разположен е на 10 метра надморска височина в Равнината на Яндзъ, на 32 километра източно от центъра на Суджоу и на 53 километра западно от центъра на Шанхай. Селището съществува от древността, но от 90-те години на XX век се развива изключително бързо като един от основните промишлени и технологични центрове в района на Шанхай.

## Известни личности
Родени в Куншан
- Джан Къдзиен (р. 1961), политик
- Фей Дзюнлун (р. 1965), космонавт